# ایمپل

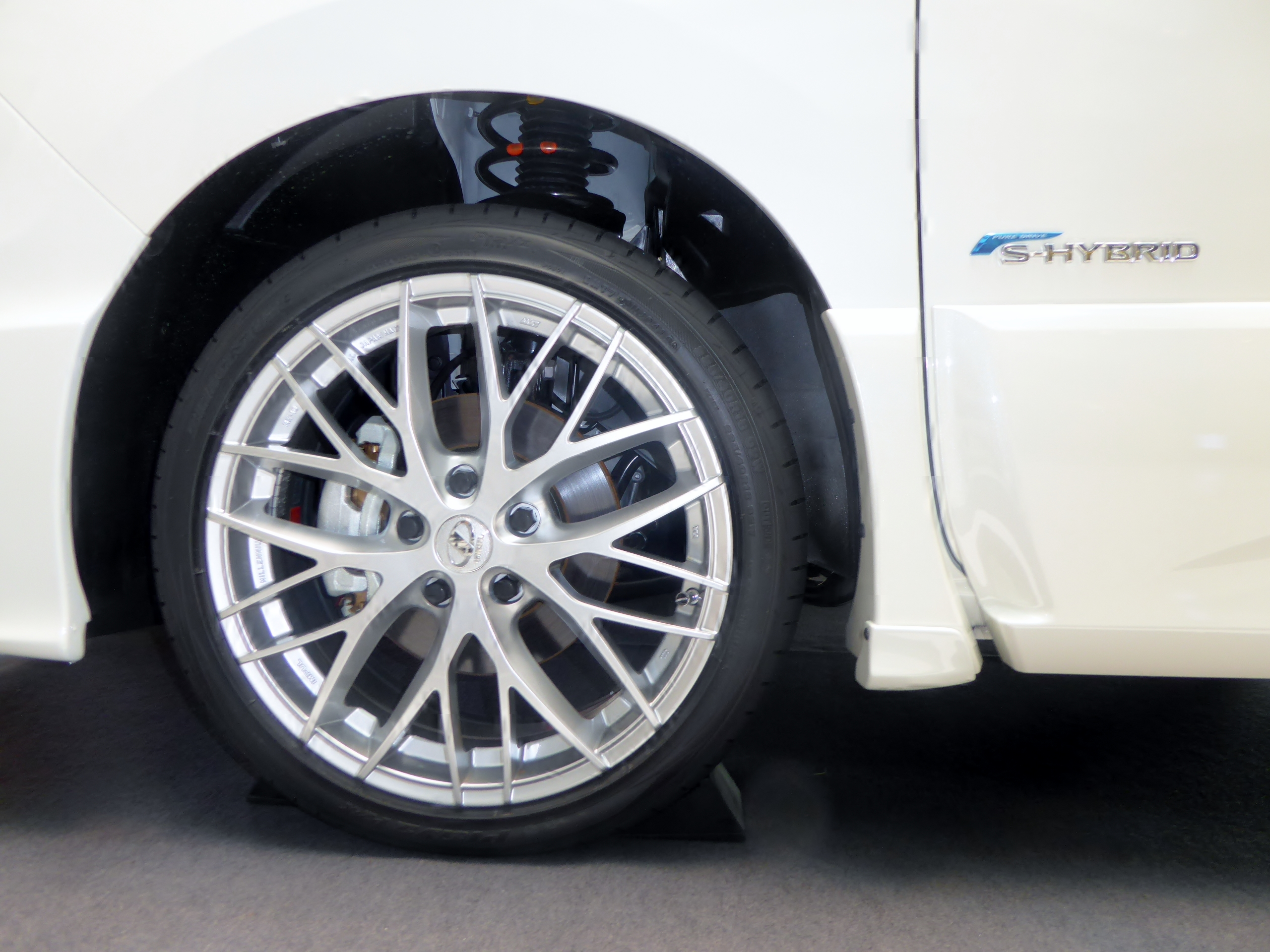
نمایی از تایر یک خودروی ایمپل مدل «Serena S»

ایمپل (انگلیسی: Impul) شرکت ورزش‌های موتوری ژاپنی است، که در سال ۱۹۸۰ توسط کازویوشی هوشینو تأسیس شد.